# Rhipsalis hoelleri
Ne doit pas être confondu avec Rhipsalidopsis.
Espèce
Statut de conservation UICN

 DD  : Données insuffisantes
Statut CITES
Rhipsalis hoelleri est une espèce de plantes à fleurs de la famille des Cactaceae (les cactus) et du genre Rhipsalis (qui comprend environ 60 espèces et de nombreuses sous-espèces). C'est une plante épiphyte et succulente, endémique du Brésil.
Elle est menacée par la régression, dégradation ou disparition de son habitat (forêt tropicale humide), mais faute de données suffisantes son statut UICN n'est pas évalué

## Étymologie
Le nom de genre vient d'un mot grec signifiant souple ou osier, en référence à l'apparence des plantes.

## Origine, aire de répartition et habitat
Cette espèce est originaire des forêts subtropicales ou tropicales humides du Brésil et plus particulièrement de l'État d'Espírito Santo

## Description
Les tiges sont crassulentes.

## Statut, menace
La principale menace qui pèse sur l'espèce est le recul rapide de la forêt tropicale primaire (destruction et fragmentation des habitats, déforestation..)